# Heinrich Janson

Heinrich Janson

Heinrich Janson (* 31. August 1869 in Kleinbockenheim, jetzt Bockenheim an der Weinstraße; † 22. April 1940 in Albisheim) war ein deutscher Politiker und Reichstagsabgeordneter (DVP).

## Leben und Wirken
Er entstammte einer alten mennonitischen Familie, die aus den Niederlanden in die Pfalz gekommen sein soll, und war der Sohn des Christian Janson (1825–1901) und der Maria Elisabeth Janson (1848–1912). Sein Onkel war der Reichstagsabgeordnete Jean Janson. Des Weiteren war er väterlicherseits ein Ur-Ur-Enkel des pfälzischen Agrarreformers David Möllinger.
In seiner Jugend besuchte Janson die Volksschule in Kleinbockenheim, die Lateinschule in Grünstadt und das Realgymnasium in Augsburg. Später wurde er an der landwirtschaftlichen Schule in Wiesbaden ausgebildet. Anschließend war Janson als Landwirt auf dem Betrieb seiner Eltern bei Kleinbockenheim tätig. 
Um 1890 trat Janson in das 2. Bayerische Ulanen-Regiment ein. 1895 begründete Janson seinen eigenen Weinbergbesitz in Albisheim in der Pfalz. Durch seine Heirat mit Friederika Schloßstein (* 1873) kam Janson in den Besitz der alten Mühle der Ortschaft, die er zu einem vornehmen Wohnhaus umbauen ließ, das im Volksmund Schlösschen genannt wurde.
1901 wurde Janson Besitzer und Leiter des Elektrizitätswerkes Albisheim. Im selben Jahr wurde er Mitglied des Gemeinderates von Albisheim. 1910 übernahm er das Amt des Bürgermeisters der Gemeinde. Ferner bekleidete er Ämter als Vorsitzender des Pfälzischen Bauernbundes und, von 1902 bis 1919, als Mitglied des Distriktsrats von Kirchheimbolanden. Außerdem erhielt er den Titel eines Ökonomierates.
Am Ersten Weltkrieg nahm Janson als Führer der Ersatz-Eskadron des 5. bayerischen Chevaulegers-Regiments teil.
Um 1919 trat Janson in die Deutsche Volkspartei (DVP) ein. Am 4. Mai 1921 zog Janson im Nachrückverfahren für den verstorbenen Abgeordneten Karl Gebhart in den im Juni 1920 gewählten ersten Reichstag der Weimarer Republik ein, dem er zunächst bis zum März 1924 als Vertreter des Wahlkreises 30 (Pfalz) angehörte. Nach einer neunmonatigen Absenz vom Parlament in der Zeit vom März bis Dezember 1924 konnte Janson bei der Wahl vom Dezember 1924 in den Reichstag zurückkehren, dem er in der Folge bis zum September 1930 angehörte. Nach seinem Ausscheiden aus dem Reichstag zog Janson sich ins Privatleben zurück.